# Ford Flivver
Der Ford Flivver war ein einmotoriges, als Tiefdecker ausgelegtes Leichtflugzeug der US-amerikanischen Stout Metal Airplane Company, einem Tochterunternehmen der Ford Motor Company aus den späten 1920er-Jahren.

## Geschichte
Die erste öffentliche Vorstellung des Ford Flivver erfolgte im August 1926. Die Wochenzeitung Aviation Week berichtete mit einem Bild von Henry Ford vor dem Flivver über den Start der Airplane Reliability Tour um die Edsel B. Ford Trophy vom Ford-Flugplatz in Dearborn. Der junge Ingenieur Otto C. Koppen hatte das kleine Flugzeug entworfen, für das Henry Ford bestimmt hatte, dass es in sein Büro passen müsse. Der Name Flivver ist eine umgangssprachliche Bezeichnung eines billigen Autos – z. B. für einen Ford Modell T.
Im August 1927 flog Charles Lindbergh den Flivver, als er anlässlich einer Promotionstour nach seiner Atlantiküberquerung im Mai 1927 durch Detroit kam. Er war damit der einzige Pilot, der das Flugzeug außer dem Testpiloten Harry Brooks flog.
Am 25. Februar 1928 musste der Testpilot Harry Brooks nach einem Triebwerksausfall vor der Küste von Melbourne in Florida notwassern und ertrank im hohen Wellengang. Das Projekt wurde daraufhin von Henry Ford abgebrochen.

## Konstruktion

Harry Brooks in der 3218

Der Rumpf des Tiefdeckers war als Stahlrohrrumpf mit Stoffbespannung konstruiert. Das Flugzeug verfügte über ein starres Spornradfahrwerk. Das sehr breite Hauptfahrwerk mit einer Spurweite von 230 Zentimetern war mit Gummibändern gefedert, das Spornrad war im Seitenruder eingebaut und hatte eine einfache Reifenbremse.
Die Flügel mit dem Profil „Göttingen 387“ waren aus Holz gebaut und wurden ebenfalls mit Stoff bespannt. Es gab Ausführungen mit und ohne Flügelstreben. Die Querruder erstreckten sich anfänglich über die komplette Flügellänge und wirkten zusätzlich als Landeklappen.
Als Antrieb diente zuerst ein Dreizylinder-Sternmotor von Anzani und später ein neu entwickelter Zweizylinder-Boxer-Viertaktmotor mit OHV-Ventilsteuerung von Ford.

## Technische Daten
| Kenngröße            | Daten |
| -------------------- | --- |
| Besatzung            | 1 |
| Länge                | 15,33 ft (4,67 m)                                                                                                |
| Spannweite           | 22,83 ft (6,96 m)                                                                                                |
| Höhe                 | 6,13 ft (1,87 m)                                                                                                 |
| Leermasse            | 550 lb (ca. 250 kg)                                                                                              |
| Reisegeschwindigkeit | 80 mph (ca. 130 km/h)                                                                                            |
| Triebwerk            | ein 3-Zylinder Sternmotor mit 35 PS (26 kW) von Anzani oder ein 2-Zylinder Boxermotor mit 36 PS (26 kW) von Ford |

## Erhaltene Flugzeuge

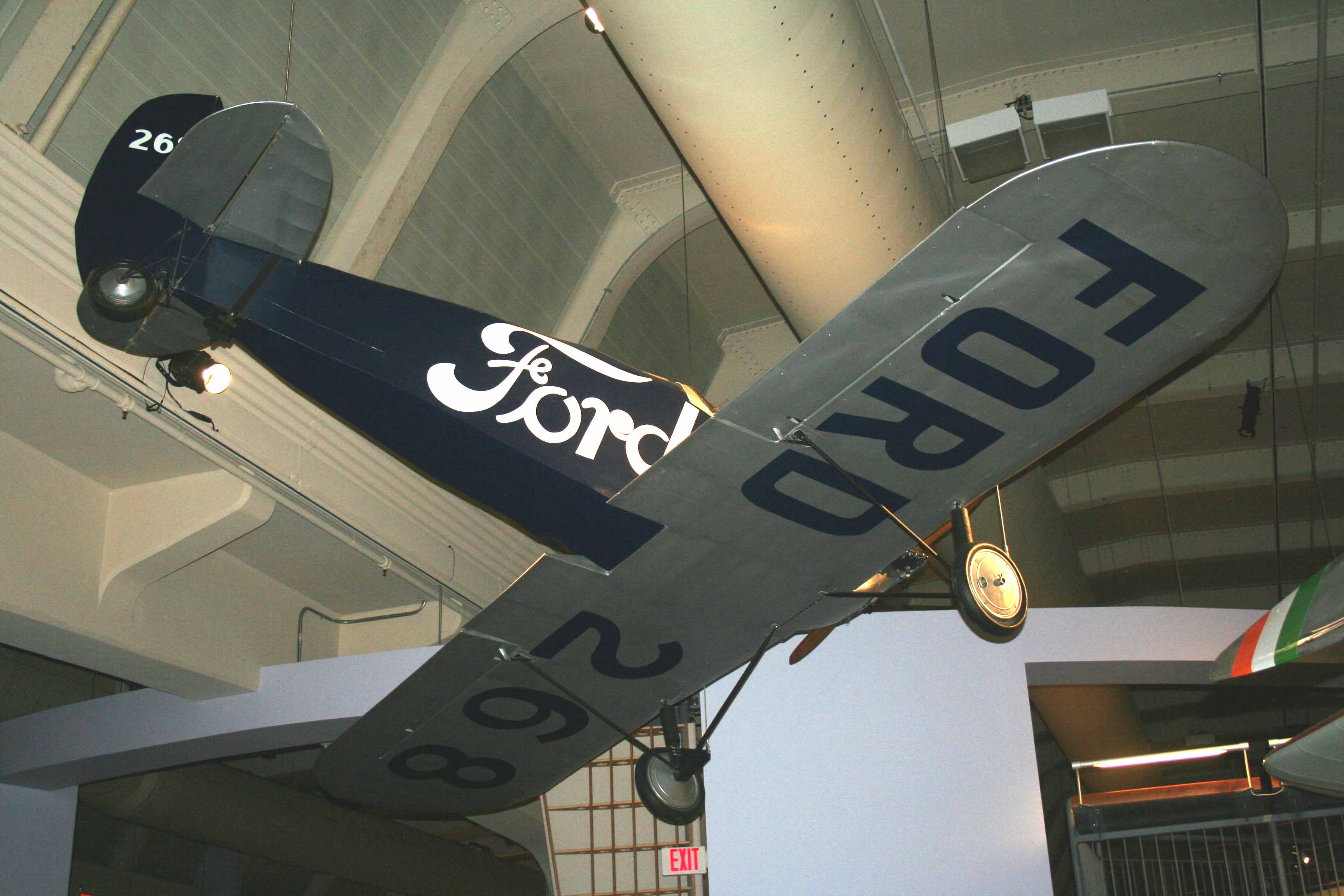
Ford Flivver 268

Ein Ford Flivver mit der Werksnummer 268 ist im Original erhalten und wird im Henry Ford Museum of American Innovation gezeigt.